# Пойтахт
Пойтахт (uzb. «Poytaxt») - радиостанция Узбекистана, вещающая на двух частотах - на узбекском и русском языках. Радиостанция начала свое вещание 21 августа 2002. Одна из первых независимых информационных радиостанций Ташкента.

## История
Радиостанция "Пойтахт" запущена в 2002 году основателем телерадиокомпании STV Фирдавсом Абдухаликовым.Тестовая трансляция началась 1 апреля 2002 года. Официально радиостанция начала свое вещание 21 августа 2002 года на частоте 107.2 МГц на Ташкент и Ташкентскую область. В мае 2004 года началось вещание “Poytaxt” на частоте 103,5 МГц. Вещание на обеих частотах круглосуточное. Большую часть аудитории радио "Пойтахт" составляют слушатели 35-45 лет из Ташкента и Ташкентской области. Также вещание идет на Сырдарьинскую и Джизакскую области. Общий охват радиослушателей около 3 млн человек.
Наряду с радио "Максима" и радио Grand входит в тройку самых популярных радиостанций жителей Ташкента.

## Формат
Радиостанция «Пойтахт» старается соответствовать информационно-музыкальному формату. Основным компонентом вещания являются новостные блоки. В течение дня передается около 48 новостных выпусков. Радиостанция изначально позиционировалась как муниципальное радио и информационная вещательная служба, но со временем появились и развлекательные рубрики.Также увеличилось время музыкального наполнение эфира. «Пойтахт», использует музыкальный формат Soft AC. При этом границы музыкального формата размыты. Присутствуют как современные новинки или ретро-хиты, так и классические произведения.

### Программы
- «Новости событий дня» (выходят в начале и в половине каждого часа ежедневно с 7:00 – 23:00)
- «Новости срочно»
- «Новости без политики»
- «Итоги дня»
- «Здоровая жизнь»
- «Столичная Афиша»

## Награды
В 2014 году директор радиоканала "Пойтахт" занял второе место на конкурсе "Олтин Калам" в номинации "За лучший журналистский материал (радио)" за информационные программы о важных событиях жизни столицы страны, критические и аналитические передачи на актуальные темы.
В 2016 году Зафар Турсунов стал лауреатом премии "Журналист года в Узбекистане за передачи", посвященные широкомасштабной созидательной работе в возрождении богатого историко-культурного наследия, традиций и ценностей узбекского народа. 
В 2019 году редактор Елена Евстифеева стала лауреатом премии "Журналист года в Узбекистане" за серию подготовленных материалов о социальной значимости процесса обновления 
В 2021 году редактор Наргиза Кулматова стала победителем премии "Олтин Калам" в номинации "За лучший журналистский материал (радио)" за серию материалов «Здоровая жизнь», подготовленных для информационных программ «Узбекистан онлайн», открытий в области медицины и практических рекомендаций. 